# サンタ・カタリナ・ド・モンテ・シナイ
サンタ・カタリナ・ド・モンテ・シナイ（葡: Santa Catarina do Monte Sinai）は、ポルトガル王国でかつて用いられていた軍艦。大砲を主要な兵器とした大型のキャラック船であり、16世紀初頭におけるポルトガル海軍の旗艦であった。
1512年にマヌエル1世の命によって、当時ポルトガル領のインドのコーチで建造された艦で1520年に進水した。本艦は当時の3本マストの帆船としては最大級で、寸法は全長38m、幅13m、吃水4～4.5mもあり、排水量はおよそ800tで乗員は約400名を必要とした。船体形状は3層構造のメイン・デッキに、更に3層の船首楼・船尾楼を重ねた6層甲板式とされており、140門のカノン砲を甲板上と砲列甲板全体に分散して配置する強力な武装を持っていた。1524年、ヴァスコ・ダ・ガマの第3次航海における艦隊の旗艦となった。
この艦は、1525年4月にインドを出てポルトガルへと帰還する途上で行方不明となった。噂話では、駐インド艦隊を解雇された提督であり、同じくインド総督の位を罷免されたドン・ドゥアルテ・デ・メネゼスの兄弟にあたるドン・ ルイス・デ・メネゼス(彼は同艦隊の僚船に乗り帰国の途に就いていた)が、叛乱を企図して本艦を掌握し、インド洋で海賊行為をはたらくべく艦隊を離脱したものとされた。別の噂では、本艦は喜望峰からポルトガル本国に至る大西洋海域の終端付近でフランス海賊に拿捕されたという。

## 消失に関する記録
フランスによる拿捕という記録——これが真実であれば、1590年の1例と併せて僅か2例しかないポルトガルインド艦隊所属艦が敵により拿捕されたケースのひとつということになる——は、16世紀の史家であるガスパル・コレア (彼は信憑性に欠ける記述も少なくなく、本件については風聞であると見なされている)および同じ16世紀史家のフランシスコ・デ・アンドラーダによるものである。コレア、アンドラーダ両名とも、ルイス・デ・メネゼスがサンタ・カタリナ・ド・モンテ・シナイに乗り込んだと述べており、更にその兄弟である前総督ドゥアルテ・デ・メネゼスが僚船サン・ジョージに乗っていたとしている。
史家達が述べるところでは、ドゥアルテは、本国での裁きを免れるべく艦船を奪取してカスティーリャないしフランスへと遁走しかねない、との虞から監視下に置かれていた。モザンビーク島へ至った際、艦隊はインド艦隊に就役すべく航海中の船団から本国の最新事情を得、ドゥアルテはポルトガル帰国後の沙汰が恐れていたほどひどくはないようだと考えた。喜望峰を通過後、ドゥアルテはテーブル湾(aguada de Saldanha)にて乗艦を停泊させ飲料水を補給させると共に、兄弟であるルイスに対し、セントヘレナで合流するので先行するようにと指示した。しかしこの時、南アフリカ沿岸地域を激しい嵐が襲った。ドゥアルテがセントヘレナに至った際、当地にはルイスの痕跡すら見当たらず、彼はルイスの乗艦がこの嵐によって沈められたものと考えた。
1527年、ジョアン3世はディオゴ・ボテリョ・ペレイラ率いる船団を急派し、喜望峰からコレンテス岬までのアフリカ沿岸部にルイス・デ・メネゼス乗艦の痕跡が無いか捜索させた。ポルトガルへ帰投した船団は、沿岸海域で彼方に十字型の灯火を目撃したことを報告し、船が難破したポルトガル水夫が灯したものではないかと推定した。これはルイス・デ・メネゼス艦乗員の生き残りであろうと考えられた。しかしながら数ヶ月後に捜索した際には、ディオゴ・ボテリョ・ペレイラは彼等の痕跡を発見できなかった。
史家コレアとアンドラーダによると、1536年、ポルトガルの警備隊長ディオゴ・デ・シルヴェイラがポルトガル近海でフランス海賊を捕縛した際、男の兄弟（やはり海賊である）が十年前に大西洋にてルイス・デ・メネゼスの船を拿捕したという供述を得た。彼が述べるところでは、その船は浸水により航行困難であり、ルイスはすぐにフランス海賊に投降した。しかしこの海賊は積荷を奪うと、洋上でこのポルトガル船に放火した。ルイスを含め乗員達はまだ船内におり、船と命運を共にさせられたという。
コレアとアンドラーダの記述に基づけば、これがサンタ・カタリナ・ド・モンテ・シナイの最期である。しかしながら、記録上でメネゼス兄弟の乗艦の取り違えがあり、ドゥアルテがより大型のサンタ・カタリナに乗船してルイスがサン・ジョージに乗っていた可能性も否定できない。その場合フランス海賊に拿捕されたのはサン・ジョージであり、サンタ・カタリナは航海を継続できたことになる。
コレアはドゥアルテ乗艦が本国に至って最初に寄港したファロ(アルガルヴェの港)での様子を記録している。当地での停泊中、ドゥアルテは王の不興ぶりを聞いてリスボンで己を待ち受けている沙汰を察し、船内にあった私財の大半を密かに持ち出してファロに住む従姉妹へ預けたという。その後ドゥアルテは乗艦の指揮を掌握し、乗船員達の反抗を押し切るかたちで、残る私財を携え自領であるセジンブラの地で下船した。その日の夕刻、艦がセジンブラを出航しようとした時、俄に暴風が起こり船体を巻き上げて岸辺に叩きつけた。コレアが述べるところでは、暴風が起こった際に何者かが——おそらくはドゥアルテの指示で——密かに錨を繋ぐ索を切って故意に船体が浮かび上がりやすくしたという。積荷の財宝は全て失われた。コレアはドゥアルテの意図について以下の様に述べる。
これが考えられ得るもうひとつのサンタ・カタリナの最期である。
後日、ドゥアルテ・デ・メネゼスはアルメイリンで開かれた法廷に召喚されてジョアン3世による手短な聴取を受けた後、逮捕された。彼はトレス・ヴェドラスの地に収監されたが、私財の隠し場所についての自供を期待したジョアン3世によって処刑は差し止められた。伝えられるところでは、公認・非公認問わず数多のトレジャーハンター達がファロ周辺の浜辺を探し回り、彼が埋めた財宝を探し出そうとしたという。